# アイアンマン (アニメ)
アイアンマン（Iron Man）は、マーベルコミックの同名のヒーローを題材としたアメリカ合衆国のテレビアニメ。1994年から1996年までマーベル アクション・アワーという1時間のアニメ放送枠の一部として後半のファンタスティック・フォーと2本立てで番組販売で放送された。日本では1996年4月1日から7月1日までNHK BS2の衛星アニメ劇場で放送され、2022年1月12日からDisney+で新録版が配信されている。また、衛星アニメ劇場版独自としてウォーマシン役の玄田哲章が「彼の名はトニー・スターク・・・」から始まるオープニングナレーションがあり（メカボイス部分は不明）、歌の最後には「アイアンマン！」と叫ぶ。

本番組のタイトルロゴ

## 概要
シーズン1では、マスターズ・オブ・ユニバースのような感じの「善と悪の戦い」を描いたもので、天才科学者で億万長者のトニー・スタークがアイアンマンの鎧を着けて世界を支配しようと企むマンダリンと一生懸命に戦っていた。スタークのテクノロジーとアイアンマンの鎧を盗もうとするマンダリンは、ドレッドナイト、ブリザード、ブラックラッシュ、グレイ・ガーゴイル（アイアンマン率いるアイアンフォースと戦うとき、誤って悪いやつの仲間を石に変えてしまうことがある。）、ヒプノシア、ワールウインド、リビング・レーザー、モードック、フィン・ファング・フーム、ジャスティン・ハマーなどといった悪いやつらを集めてダークブリンガーを結成させる。アイアンマンは、そんなダークブリンガーの手から世界を救うために、センチュリー、ウォーマシン、スカーレット・ウィッチ、ホークアイ（U.S.エージェントの代わりとして）、スパイダーウーマンを集めてアイアンフォースを結成した。
このシーズンの音楽は、イングランドのロック・ミュージシャンで1980年公開のホラー映画『インフェルノ』のサウンドトラックを作曲したキース・エマーソンが担当した。
1995年にはシーズン2が始まるのを皮切りに、マーベルは本作のアニメーション製作を新しいアニメーション・スタジオに切り替え、シーズン1で担当していたレインボー・アニメーション・グループが交代し、シーズン2からココ・エンタープライズに変更となった。それに伴い、脚本家を一新し（シーズン1ではロン・フリードマン、シーズン2ではトム・タタラノヴィッチが担当。）、各シーンに新規の音楽が挿入され、シリーズの方向性も一新となった。エマーソンによるシーズン1のテーマソングはロックな感じで作曲されていたが、シーズン2からはエレキギターで演奏された激しい音楽に代わり、トニースタークが鍛冶用のハンマーでアイアンマンの鎧を作るシーンが描かれた。
あまり視聴率がよくなかったためか、全26話で打ち切られた。
アイアンマンは、以下の作品にゲスト出演している。担当声優は同じくロバート・ヘイズが担当。
| 登場作品       | 登場エピソード 邦題 (原題)                                                             | 放送日(米国)   | 放送日(日本)   | 日本語吹き替え版声優 |
| -------------- | -------------------------------------------------------------------------------------- | -------------- | -------------- | -------------------- |
| 超人ハルク     | アイアンマンの友情（Helping Hand, Iron Fist）                                          | 1996年9月29日  | 2006年12月24日 | 不明                 |
| スパイダーマン | 父親の罪 第11章 ヴェノム VS. カーネイジ（The Sins of the Fathers Chapter XI: Carnage） | 1996年11月2日  | 2004年8月25日  | 加藤亮夫             |
| スパイダーマン | Secret Wars Chapter I: Arrival                                                         | 1997年11月7日  | 未放送         | 未定                 |
| スパイダーマン | Secret Wars Chapter II: The Gauntlet of the Red Skull                                  | 1997年11月14日 | 未放送         | 未定                 |
| スパイダーマン | Secret Wars Chapter III: Doom                                                          | 1997年11月21日 | 未放送         | 未定                 |

## キャラクター
日本語キャストは衛星アニメ劇場・ディズニープラスの順に表記。
トニー・スターク/アイアンマン
声 - 江原正士 / 川原慶久 英 - ロバート・ヘイズ
ジム・ローディス/ウォーマシン
声 - 玄田哲章 / 最上嗣生 英 - ジェームズ・エイブリー→ジム・カミングス→ドリアン・ヘアウッド（第2シーズンより）
ホーマー
声 - 三木眞一郎 / 小田柿悠太 英 - トム・ケイン
クリントン・バートン/ホークアイ
声 - 中村大樹 / 中尾一貴 英 - ジョン・レイリー
センチュリー
声 - 納谷六朗 / 多田啓太 英 - ジェームズ・ワーウィック→ジム・カミングス→トム・ケイン
ジュリア・カーペインター/スパイダーウーマン（衛星アニメ劇場ではスパイダー）
声 - 潘恵子 / 甲斐田裕子 英 - ケーシー・デフランコ→ジェニファー・ヘイル
ワンダ・フランク/スカーレットウィッチ（衛星アニメ劇場ではレディマジック）
声 - 高田由美 / 三重野帆貴 英 - キャサリン・モファット→ジェニファー・ダーリン
マンダリン
声 - 大塚明夫 / 祐仙勇 英 - エド・ギルバート→ロバート・イトウ
モードック
声 - 中村秀利 / 駒谷昌男 英 - ジム・カミングス
ジャスティン・ハマー
声 - 納谷六朗 / 仲野裕 英 - トニー・ステッドマン→エフリム・ズィムバリストJr.
ドレッドナイト
声 - 宗矢樹頼 / 田所陽向 英 - ニール・ディックソン
ヒプノシア（衛星アニメ劇場ではミステリア）
声 - 朝倉あゆみ / 佐野愛 英 - リンダ・ホルデヒー→ジェニファー・ダーリン
ブリザード
声 - 宇垣秀成 / 青山穣 英 - チャック・マッカン→ニール・ロス（代役）
ブラックラッシュ（衛星アニメ劇場ではブラックロッド）
声 - 坂口候一 / 露崎亘 英 - ジェームズ・エイブリー→ドリアン・ヘアウッド
ワールウインド（衛星アニメ劇場ではトルネード）
声 - 中村大樹 / 坂口候一 英 - ジェームズ・エイブリー→ドリアン・ヘアウッド
グレイ・ガーゴイル（衛星アニメ劇場ではガーゴイル）
声 - 梁田清之 / 不明 英 - ジム・カミングス
クリムゾン・ダイナモ
声 - 中村秀利 / 不明 英 - ?
ジャスティン・ハマー
声 - 納谷六朗 / 不明 英 - ?
ゴリアテ
声 - 坂口候一 / 不明 英 - ?
ウルティモ
声 - 坂口候一 / 不明 英 - ?
フィン・ファン・フーン
声 - 梁田清之 / 不明 英 - ?
サントゥリアン
声 - 梁田清之 / 不明 英 - ?
ウォルター・スターク
声 - 堀勝之祐 / 不明 英 - ?
ハッカー
声 - 中原茂 / 不明 英 - ?
チタニウムマン（衛星アニメ劇場ではチタニウマン）
声 - 若本規夫 / 不明 英 - ?
ゴースト
声 - 柴本浩行 / 不明 英 - ?
ダム・ダム・ドゥーガン
声 - 徳丸完 / 不明 英 - ?
ひげ面の連れの女
声 - 菊池洋子 / 不明 英 - ?
ハルク/ブルース・バナー（衛星アニメ劇場ではブルース・バーナー（ハルクはそのまま））
声 - 郷里大輔(ハルク)、内田直哉(バーナー) / 櫛田泰道 英 - ?
スタン・リー
声 - ? / なし 英 - 本人
放送時に登場するキャラクターを熱く語るナレーション。BS2放送時は不明だが、ディズニープラス配信版ではBGMと効果音のみでセリフ無し。

## 放映リスト
衛星アニメ劇場版の邦題に関する出典：
シーズン1
| 話数 | 話数(BS) | サブタイトル (衛星アニメ劇場版) | サブタイトル (ディズニープラス版)          | 原題                                         | 脚本                                                                              | 絵コンテ | 演出 | 日本放送日 (BS2) | 備考 |
| ---- | -------- | ------------------------------- | ------------------------------------------ | -------------------------------------------- | --------------------------------------------------------------------------------- | -------- | ---- | ---------------- | ---- |
| 1    | 1        | 海よりの死者                    | 海底ゾンビ、覚醒                           | "And the Sea Shall Give Up Its Dead"         | ロン・フリードマン                                                                |          |      | 1996年4月1日     |      |
| 2    | 2        | 疑惑の衛星                      | 眠りからさめたウルティモ                   | "Rejoice! I am Ultimo, Thy Deliverer"        | ロン・フリードマン Ted Pederson（ストーリー原案） Francis Moss （ストーリー原案） |          |      | 1996年4月8日     |      |
| 3    | 6        | 悪魔の花嫁                      | 盗まれたデータ                             | "Data In, Chaos Out"                         | ダグ・ブース ロン・フリードマン（ストーリー原案） スタン・リー（ストーリー原案）  |          |      | 1996年5月6日     |      |
| 4    | 3        | 沈黙の迷宮                      | 強力なミュージックパワー                   | "Silence My Companion, Death My Destination" | Steve Hayes（ストーリー原案） ロン・フリードマン                                  |          |      | 1996年4月15日    |      |
| 5    | 4        | 死神は鉄の翼                    | グリムリーパーを取り戻せ                   | "The Grim Reaper Wears a Teflon Coat"        | ダグ・ブース ロン・フリードマン（ストーリー原案） スタン・リー（ストーリー原案）  |          |      | 1996年4月22日    |      |
| 6    | 5        | 巨神は再び                      | 昨日の敵は今日の友                         | "Enemy Without, Enemy Within"                | ロン・フリードマン                                                                |          |      | 1996年4月29日    |      |
| 7    | 8        | 魔王の生まれた日                | マンダリンの日記                           | "Origin of the Mandarin"                     | ロン・フリードマン                                                                |          |      | 1996年5月13日    |      |
| 8    | 7        | 裏切りのホークアイ              | ホークアイの裏切り                         | "The Defection of Hawkeye"                   | ロン・フリードマン                                                                |          |      | 1996年6月10日    |      |
| 9    | 9        | 敵の名はアイアンマン 前編       | ダーク・ウォーター・フィーバー作戦 パート1 | "Iron Man to the Second Power, Part 1"       | Yale Rudoff                                                                       |          |      | 1996年5月27日    |      |
| 10   | 10       | 敵の名はアイアンマン 後編       | ダーク・ウォーター・フィーバー作戦 パート2 | "Iron Man to the Second Power, Part 2"       | ロン・フリードマン& Yale Rudoff                                                   |          |      | 1996年6月3日     |      |
| 11   | 11       | 戦士の目覚める時 前編           | アイアンマンの誕生 パート1                 | "Origin of Iron Man, Part 1"                 | ロン・フリードマン                                                                |          |      | 1996年6月17日    |      |
| 12   | 12       | 戦士の目覚める時 後編           | アイアンマンの誕生 パート2                 | "Origin of Iron Man, Part 2"                 | ロン・フリードマン                                                                |          |      | 1996年6月24日    |      |
| 13   | 13       | 偽りのウェディング              | アイアンマンの結婚                         | "The Wedding of Iron Man"                    | ロン・フリードマン                                                                |          |      | 1996年7月1日     |      |

シーズン2
衛星アニメ劇場版では、エピソードタイトルを流すシーンをカットしている。
| 話数 | 話数(BS) | サブタイトル (衛星アニメ劇場版) | サブタイトル (ディズニープラス版) | 原題                            | 脚本                                              | 絵コンテ | 演出                                 | 日本放送日 (BS2) | 備考       |
| ---- | -------- | ------------------------------- | --------------------------------- | ------------------------------- | ------------------------------------------------- | -------- | ------------------------------------ | ---------------- | ---------- |
| 14   | 14       | アイアンマン死す!               | 内なるドラゴン                    | "The Beast Within"              | Greg Johnson                                      |          | Richard Trueblood                    | 1996年7月8日     |            |
| 15   | 15       | 炎の復讐者                      | 炎と雨                            | "Fire and Rain"                 | レン・ヴァイン                                    |          | ボブ・アークライト                   | 1996年7月15日    |            |
| 16   | 16       | 星を撃つな!                     | 鉄の独房                          | "Cell of Iron"                  | Jan Strnad                                        |          | ダン・トンプソン                     | 1996年7月22日    |            |
| 17   | 17       | 偽造された再会                  | 父の帰還                          | "Not Far From the Tree"         | Francis Moss                                      |          | ボブ・アークライト                   | 1996年7月29日    |            |
| 18   | 18       | 顔のない女神                    | マスクに隠された心                | "Beauty Knows No Pain"          | Brooks Wachtel                                    |          | ダン・トンプソン                     | 1996年8月5日     |            |
| 19   | 19       | 危険な侵入者                    | アイアンマン 体内に入る           | "Iron Man, On the Inside"       | Steve Cuden                                       |          | ダン・トンプソン                     | 1996年8月12日    |            |
| 20   | 20       | 消された惑星                    | 滅ぼされた惑星                    | "Distant Boundaries"            | グレッグ・ジョンソン                              |          | ボブ・アークライト                   | 1996年8月26日    |            |
| 21   | 21       | 史上最大のアーマーウォーズ 前編 | アイアンマン散る パート1          | "The Armor Wars, Part 1"        | Len Uhley                                         |          | ダン・トンプソン                     | 1996年9月2日     | [ 注釈 1 ] |
| 22   | 22       | 史上最大のアーマーウォーズ 後編 | アイアンマン散る パート2          | "The Armor Wars, Part 2"        | Len Uhley                                         |          | ボブ・アークライト                   | 1996年9月9日     |            |
| 23   | -        | ?                               | 指輪のパワー                      | "Empowered"                     | グレッグ・ジョンソン                              |          | ボブ・アークライト                   | 未放送           |            |
| 24   | 23       | アイアンマン 対 超人ハルク      | ハルクバスター                    | "Hulk Buster"                   | Francis Moss, Ted Pederson, &グレッグ・ジョンソン |          | ボブ・アークライト &ダン・トンプソン | 1996年9月16日    |            |
| 25   | 24       | 機械の静止する日 前編           | マンダリンの支配下で パート1      | "Hands of the Mandarin, Part 1" | ダグラス・ブース                                  |          | ボブ・アークライト                   | 1996年9月23日    |            |
| 26   | 25       | 機械の静止する日 後編           | マンダリンの支配下で パート2      | "Hands of the Mandarin, Part 2" | ダグラス・ブース                                  |          | ボブ・アークライト &ダン・トンプソン | 1996年9月30日    |            |

NHK BS2版の放送休止は以下の通り。
- 1996年5月20日 - 第54期 将棋名人戦を放送するため休止。
- 1996年8月19日 - 第78回全国高校野球選手権大会を放送するため、本作のみ休止。

これらを理由に第23話「Empowered」が存在しない（NHKクロニクルを参照）。

## スタッフ
- 製作総指揮：スコット・ヘミング
- 音楽：キース・エマーソン（シーズン1）、ウィリアム・アンダーソン、アンダーソン・スコアズ
- 音声監督：ストゥ・ローセン
- 録音製作 - THX
- 製作 - マーベル・エンターテイメント

### 日本語版スタッフ
衛星アニメ劇場版
- 演出：岩浪美和
- 翻訳：高山美香
- 編集：岡田秀之
- 調整：内田直継
- 音響制作：HALF H.P.STUDIO
- 配給：AEon-（現：FuRyu）

ディズニープラス版
- 演出：小佐々有希
- 翻訳：津司大三
- 調整：高見元太
- 録音制作：HALF H.P.STUDIO

## 主題歌（衛星アニメ劇場）
- 永遠が愛に変わるとき

作詞：大賀玉之輔 作曲：堀江顕 歌：プリティキャスト

## コミック
このアニメに関連したコミックがマーベルから発売された。
- Marvel Action Hour: Iron Man（1994年11月 - 1995年6月）[27]